# Ал-Міла
Ал-Міла́ (кат. El Milà) — місто, розташоване в Автономній області Каталонія в Іспанії. 
Знаходиться у районі (кумарці) Ал-Камп провінції Таррагона, згідно з новою адміністративною реформою перебуватиме у складі баґарії Камп да Таррагона.

## Населення
Населення міста (у 2007 р.) становить 177 осіб (з них менше 14 років — 13,6%, від 15 до 64 — 62,7%, понад 65 років — 
23,7%). У 2006 р. народжуваність склала 3 осіб, смертність — 2 осіб, приріст населення склав 1
осіб. У 2001 р. активне населення становило 74 осіб, з них безробітних — 4 осіб. 

Серед осіб, які проживали на території міста у 2001 р., 124 осіб народилися в Каталонії (з них
67 осіб у тому самому районі, або кумарці), 37 осіб приїхало з інших областей Іспанії, а 1 осіб приїхало з-за кордону. 

Університетську освіту має 8,6
% усього населення. 

У 2001 р. нараховувалося 53 домогосподарств (з них 20,8% складалися з однієї особи, 20,8% з двох осіб,
17% з 3 осіб, 20,8% з 4 осіб, 15,1% з 5 осіб, 5,7
% з 6 осіб, 0% з 7 осіб, 0% з 8 осіб і 0% з 9 і більше осіб).

Активне населення міста у 2001 р. працювало у таких сферах діяльності : у сільському господорстві — 14,3%, у промисловості — 20%, на будівництві — 11,4% і у сфері обслуговування — 
54,3%. 

 У муніципалітеті або у власному районі (кумарці) працює 27 осіб, поза районом — 59 осіб. 

### Безробіття
У 2007 р. нараховувалося 3 безробітних (у 2006 р. — 2 безробітних), з них чоловіки становили 33,3%, а жінки — 
66,7%.

## Економіка

### Підприємства міста

#### Промислові підприємства
| \| Промислові підприємства міста, за сферою діяльності \| Промислові підприємства міста, за сферою діяльності \| Промислові підприємства міста, за сферою діяльності \| \| Рік \| 2002 р. \| 2001 р. \| \| --------------------------------------------------- \| --------------------------------------------------- \| --------------------------------------------------- \| \| Енергетичні та водні ресурси \| 0,0% \| 0,0% \| \| Хімія та метали \| 0,0% \| 0,0% \| \| Переробка металів \| 0,0% \| 0,0% \| \| Продукти харчування \| 0,0% \| 0,0% \| \| Текстиль \| 0,0% \| 0,0% \| \| Виробництво меблів, видання \| 50,0% \| 75,0% \| \| Інше \| 50,0% \| 25,0% \| \| Усього підприємств \| 2 \| 4 \| |         |         |
| Промислові підприємства міста, за сферою діяльності |         |         |
| Рік | 2002 р. | 2001 р. |
| Енергетичні та водні ресурси | 0,0%    | 0,0%    |
| Хімія та метали | 0,0%    | 0,0%    |
| Переробка металів | 0,0%    | 0,0%    |
| Продукти харчування | 0,0%    | 0,0%    |
| Текстиль | 0,0%    | 0,0%    |
| Виробництво меблів, видання | 50,0%   | 75,0%   |
| Інше | 50,0%   | 25,0%   |
| Усього підприємств | 2       | 4       |

#### Роздрібна торгівля
| \| Підприємства роздрібної торгівлі міста, за сферою діяльності \| Підприємства роздрібної торгівлі міста, за сферою діяльності \| Підприємства роздрібної торгівлі міста, за сферою діяльності \| \| Рік \| 2002 р. \| 2001 р. \| \| ------------------------------------------------------------ \| ------------------------------------------------------------ \| ------------------------------------------------------------ \| \| Продукти харчування \| 100,0% \| 100,0% \| \| Одяг та взуття \| 0,0% \| 0,0% \| \| Товари для дому \| 0,0% \| 0,0% \| \| Книги та періодичні видання \| 0,0% \| 0,0% \| \| Промислова хімічна продукція \| 0,0% \| 0,0% \| \| Продукція, пов'язана з транспортними засобами \| 0,0% \| 0,0% \| \| Інше \| 0,0% \| 0,0% \| \| Усього підприємств \| 1 \| 1 \| |         |         |
| Підприємства роздрібної торгівлі міста, за сферою діяльності |         |         |
| Рік | 2002 р. | 2001 р. |
| Продукти харчування | 100,0%  | 100,0%  |
| Одяг та взуття | 0,0%    | 0,0%    |
| Товари для дому | 0,0%    | 0,0%    |
| Книги та періодичні видання | 0,0%    | 0,0%    |
| Промислова хімічна продукція | 0,0%    | 0,0%    |
| Продукція, пов'язана з транспортними засобами | 0,0%    | 0,0%    |
| Інше | 0,0%    | 0,0%    |
| Усього підприємств | 1       | 1       |

#### Сфера послуг
| \| Підприємства міста, що працюють у сфері послуг, за діяльністю \| Підприємства міста, що працюють у сфері послуг, за діяльністю \| Підприємства міста, що працюють у сфері послуг, за діяльністю \| \| Рік \| 2002 р. \| 2001 р. \| \| ------------------------------------------------------------- \| ------------------------------------------------------------- \| ------------------------------------------------------------- \| \| Гуртова торгівля \| 100,0% \| 100,0% \| \| Готелі та готельний бізнес \| 0,0% \| 0,0% \| \| Транспорт та зв'язок \| 0,0% \| 0,0% \| \| Посередницькі фінансові послуги \| 0,0% \| 0,0% \| \| Послуги підприємствам \| 0,0% \| 0,0% \| \| Послуги фізичним особам \| 0,0% \| 0,0% \| \| Нерухомість та ін. \| 0,0% \| 0,0% \| \| Усього підприємств \| 2 \| 2 \| |         |         |
| Підприємства міста, що працюють у сфері послуг, за діяльністю |         |         |
| Рік | 2002 р. | 2001 р. |
| Гуртова торгівля | 100,0%  | 100,0%  |
| Готелі та готельний бізнес | 0,0%    | 0,0%    |
| Транспорт та зв'язок | 0,0%    | 0,0%    |
| Посередницькі фінансові послуги | 0,0%    | 0,0%    |
| Послуги підприємствам | 0,0%    | 0,0%    |
| Послуги фізичним особам | 0,0%    | 0,0%    |
| Нерухомість та ін. | 0,0%    | 0,0%    |
| Усього підприємств | 2       | 2       |

## Житловий фонд
У 2001 р. 1,9% усіх родин (домогосподарств) мали житло метражем до 59 м², 18,9% — від 60 до 89 м², 41,5% — від 90 до 119 м² і
37,7% — понад 120 м².

З усіх будівель у 2001 р. 62,5% було одноповерховими, 35% — двоповерховими, 2,5
% — триповерховими, 0% — чотириповерховими, 0% — п'ятиповерховими, 0% — шестиповерховими,
0% — семиповерховими, 0% — з вісьмома та більше поверхами.

## Автопарк
| \| Автомобілі, зареєстровані у місті, за призначенням \| Автомобілі, зареєстровані у місті, за призначенням \| Автомобілі, зареєстровані у місті, за призначенням \| \| Рік \| 2006 р. \| 2005 р. \| \| -------------------------------------------------- \| -------------------------------------------------- \| -------------------------------------------------- \| \| Приватні автомобілі \| 60,7% \| 64,2% \| \| Мотоцикли \| 8,9% \| 8,3% \| \| Вантажівки \| 28,1% \| 25,8% \| \| Трактори \| 0,0% \| 0,0% \| \| Автобуси та ін. \| 2,2% \| 1,7% \| \| Усього автомобілів \| 135 шт. \| 120 шт. \| |         |         |
| Автомобілі, зареєстровані у місті, за призначенням |         |         |
| Рік | 2006 р. | 2005 р. |
| Приватні автомобілі | 60,7%   | 64,2%   |
| Мотоцикли | 8,9%    | 8,3%    |
| Вантажівки | 28,1%   | 25,8%   |
| Трактори | 0,0%    | 0,0%    |
| Автобуси та ін. | 2,2%    | 1,7%    |
| Усього автомобілів | 135 шт. | 120 шт. |

## Вживання каталанської мови
У 2001 р. каталанську мову у місті розуміли 98,1% усього населення (у 1996 р. — 98,1%), вміли говорити нею 91,2% (у 1996 р. — 
91,6%), вміли читати 89,3% (у 1996 р. — 87,7%), вміли писати 64,8
% (у 1996 р. — 54,2%). Не розуміли каталанської мови 1,9%.

## Політичні уподобання
У виборах до Парламенту Каталонії у 2006 р. взяло участь 98 осіб (у 2003 р. — 117 осіб). Голоси за політичні сили розподілилися таким чином:
| \| Вибори до Парламенту Каталонії \| Вибори до Парламенту Каталонії \| Вибори до Парламенту Каталонії \| \| Рік \| 2006 р. \| 2003 р. \| \| -------------------------------------- \| ------------------------------ \| ------------------------------ \| \| Конвергенція та Єднання (CiU) \| 49% \| 48,7% \| \| Соціалістична партія Каталонії (PSC) \| 15,3% \| 13,7% \| \| Народна партія (PP) \| 9,2% \| 10,3% \| \| Ініціатива за зелену Каталонію (IC) \| 1% \| 3,4% \| \| Республіканська лівиця Каталонії (ERC) \| 19,4% \| 23,9% \| \| Громадянська партія (C's) \| 1,0% \| 0,0% \| \| Інші \| 5,1% \| 0% \| |         |         |
| Вибори до Парламенту Каталонії |         |         |
| Рік | 2006 р. | 2003 р. |
| Конвергенція та Єднання (CiU) | 49%     | 48,7%   |
| Соціалістична партія Каталонії (PSC) | 15,3%   | 13,7%   |
| Народна партія (PP) | 9,2%    | 10,3%   |
| Ініціатива за зелену Каталонію (IC) | 1%      | 3,4%    |
| Республіканська лівиця Каталонії (ERC) | 19,4%   | 23,9%   |
| Громадянська партія (C's) | 1,0%    | 0,0%    |
| Інші | 5,1%    | 0%      |